# 류갑희
류갑희(1954년 9월 7일 ~ , 강원 춘천)는 대한민국의 공무원이다. 

## 학력
- 강원대학교 학사
- 강원대학교 대학원 석사
- 서울대학교 대학원 농학 박사

## 경력
- 1977.05 ~ 1978.09 : 춘성군(현 춘천시) 농촌지도소 농촌지도사
- 1978.10 ~ 1981.10 : 농촌진흥청 농업기술연구소 병리담당관실 농업연구사
- 1981.11 ~ 1994.12 : 농촌진흥청 농약연구소 농약생물과 농업연구관
- 1989 ~ 1996 : 소비자분쟁조정위원회 농축산전문위원
- 1995.01 ~ 1996.06 : 농촌진흥청 농업과학기술원 농약개발과 농업연구관
- 1996.07 ~ 1999.06 : 농촌진흥천 연구관리국 연구조정과 농업연구관
- 1999.07 ~ 2000.12 : 농촌진흥청장 비서관
- 2000.12 ~ 2001.06 : 농촌진흥청 연구관리국 연구기획과장
- 2001.07 ~ 2004.03 : 농촌진흥청 농업과학기술원 농약안전성과장
- 2004.04 ~ 2008.03 : 농촌진흥청 농업과학기술원 농산물안전성부장
- 2006 : 한국농약과학회장
- 2008.03 ~ 2009.12 : 농촌진흥청 차장
- 2010.09 ~ 2013.08 : 강원대학교 농생명대학 전문가초빙활용 교수
- 2011.02 ~ 2015.09 : (사)농산업발전연구원 이사장
- 2012.08 ~ 2015.09 : (사)한국농어업재해보험협회 회장
- 2015.09 ~ 2018.12 : 농업기술실용화재단 이사장

## 참고
| 전임 엄명호 | 제21대 농촌진흥청 차장 2008년 3월 25일 ~ 2009년 12월 16일 | 후임 강상조 |